# María Elena Estavillo Flores
María Elena Estavillo Flores es una economista y académica mexicana, comisionada del Instituto Federal de Telecomunicaciones de 2013 a 2019. Se licenció en economía por el ITESM, y obtuvo una maestría y doctorado de la Universidad de París X Nanterre. Fue nombrada por la revista Forbes como una de las mujeres más poderosas de México en los años 2016 y 2017 consecutivamente, y en 2016 como una de las 100 mujeres más importantes de su campo a nivel mundial por la revista especializada Global Competition Review.

## Educación
Se graduó del ITESM con mención honorífica en 1985, donde además fundó y coordinó el taller literario.
Después de servir tres años en el Comité de Asesores Económicos de la Presidencia de la República, obtuvo una maestría y doctorado en economía de la Universidad de París, Nanterre. Su trabajo de tesis, La crédibilité des programmes de stabilisation: une approche ludico-structuraliste, se especializó en teoría de juegos, y le valió una mención honorífica.
También cuenta con estudios de pianista-concertista y cantante de ópera y concierto por el Conservatorio Nacional de Música y la Schola Cantorum de París.